# „20-ти април“ (площад в Копривщица)
„20-ти април“ е централният исторически площад в Копривщица.

## История
В миналото е малка улица със застроени сгради около нея. Около началото на ХХ век мястото е разчистено, руслото на Бяла река е преместено и новопостроеният мавзолей костница в чест на Априлци по проект на арх. Пантелей Цветков е открит през 1928 г.
| „ | Въ града нема чаршия. Малкото дюкяни, кръчми и кафенета сж пръснати изъ града, въ различни улици. Най-сборно место е малкиятъ площадъ („пазара“) при устието на Бела река, дето се строи сега мавзолей за споменъ на Априлското възстание. Тамъ става пазаръ, тамъ е най-оживеното место въ тихия сега западналъ градецъ. | “ |

През 1970-те години е предприета значителна по мащаб реставрация и консервация на музеите, паметниците на културата, както и на улиците в града, който е обявен за национален исторически резерват. Пръстеният терен на площада е заменен с настилка от каменни плочи, като е премахната и съществуващата дотогава естрада, както и декоративната ограда на костницата.
Пак тогава е построен и ресторантският комплекс „20-ти Април“ на мястото на стария ресторант. Преди това към площада е уреден парк по проект на архитект Вельо Дебелянов с поставена в него чешма в чест на Рашко Маджаров и кооперативното водоснабдяване на града и региона. В парка има информационна витрина на Дирекцията на музеите в града.
От там посетителите на града поемат по улица „Геренилото“, за да се запознаят или си припомнят местата и героите, с които започва българската свобода.

## Архитектура
Около площада е оформен цялостен архитектурен ансамбъл. Централно място в него заема мавзолеят костница по проект на Пантелей Цветков. Според волята на дарителя Ненчо Палавеев около костницата е създаден парк по проект на Иван Джартазанов и местния лесовъд Данаил Кусев.
На площада се намира седалището на Дирекцията на музеите в бившата „Спицерия“ (аптеката на доктор Спас Иванов) с прилежащата и „Купчийница“ (от купувам). Градена от обикновен ломен камък, обрамчен по ръбовете на приземието с дялан камък и тухлени противоземетръсни ивици дооформя облика търговски център на Копривщица от епохата на Възраждането.
Тук е бившата кръчма, книжарница „Димчо Дебелянов“ и сладкарница, която днес е арт магазин „Антико“. В сферата на туризмът дейност осъществяват информационния център на сдружение „Съвет по туризъм“, три ресторантски комплекса – „20-ти Април“, „Дядо Либен“, „Галерия“, кафене „При Васко“, банка и няколко магазина за сувенири. Площадният ансамбъл се завършва от „Моста на свободата“, построен в чест на осемдесет години от Априлското въстание.По този повод е изграден и паметникът на „Кървавото писмо“ и събитията от 1944 година. Комплексът от две морени е построен в памет на считаните по това време за две от най-значителните събития в новата история града – революцията от 1876 г. и превземането на Копривщица от партизаните  на бригада „Георги Бенковски“ и чета „Бачо Киро“ на бригада „Чавдар“ в ранната пролет на  24 март 1944 г. 

## Събития
Всеки 1 януари тук се пресъздава ритуала „Надпяване на пръстените“.
Всяка година по случай освобождението на Копривцщица от войските на полковник Дмитрий Комаровски в деня на празника 3 март се провежда Възстановка на посрещането на руските освободителни войски в Копривщица.
На пролетните празници Сирни заговезни кукерите, наричани в градчето „маскари“ има организирано палене на огньове на площада и по махали. Празникът е придружен с парад на маските и кукерски костюми. За провеждането на тържествата има интересно предание в Копривцщица, свързано с чорбаджи Вълко Чалъков. Говори се, че той е бил личен приятел на султан Махмуд II и по време на един празник на владетеля той устроил специално представление с овчари, които докарали като дар за султана овни с поставени фенерчета на роговете им. Това впечатлило много султана и той изненадано попитал хаджията какво желае в замяна. Тогава чорбаджията поискал от султана разрешение в Копривщица и Панагюрище на Сирни заговезни българите да празнуват и с много тържества да посрещат началото на постите – да гърмят и да палят празнични огньове.
Ежегодно, в деня на Копривщица тук се провеждат празненства (1 – 2 май) по случай обявяването на Априлското въстание и изпращането на прочутото Кърваво писмо в Панагюрище и Клисура. Тържествата откриват музикантите от представителния духов оркестър на Средно училище „Любен Каравелов“. На този празник се извършва тържествено връчване на представителната награда Почетен гражданин на Копривщица.
По случай на тези събития пак всяка година има театрализирано по сценарий на Петко Теофилов и Недельо Меслеков възпроизвеждане на моменти от обявяването на въстанието. Вечерта на площада има тържествена заря-проверка с участието на регионалния клуб „Традиция“ от града, заменил представителното военно подразделение. В спектакъла участват и артисти от гражданството на Копривщица.
Всяко лято на това място в рамките на фолклорните празници „С Копривщица в сърцето“ се провежда и инициативата „Мегданско хоро“ веднъж седмично всяка събота. Редовни участници са женската певческа група „Копришки бисери“ с ръководител Ваня Бурова, юношеският танцов състав „Копривщенчета“ и танцов колектив „Усмивки“ с ръководител Димитрина Орашъкова, както и гостуващи фолклорни изпълнители от региона и страната.
На всеки пет години по време на провеждането на Националният събор на българското народно творчество на площада има изградена временна естрада за музикални и танцови представления със свободен за граждани достъп.
На площад „20-ти Април“ на 31 декември се изпраща старата и посреща новата година със заря и огнена урбалка (клада). Когато огъня позатихне се прескача за здраве.
Празненствата се организират от Община Копривщица, Дирекцията на музеите, Целодневна детска градина „Евлампия Векилова“ и Народното читалище в града.

## Галерия
- Безплатна ученическа трапезария „Велика и Иван Личеви“ и Общински здравен център „Д-р Рашко Хаджистойчев“
- Информацонна витрина на Дирекцията на музеите
- Паметник на „Кървавото писмо“ и събитията от 1944 година
- Честване на Априлското въстание в Копривщица
- Мегданско хоро, танцов колектив „Усмивки“
- Купчийницата при Дирекцията на музеите
- Чешма в чест на Рашко Маджаров
- Концерт на духовият оркестър на средно училище „Любен Каравелов“
- Мустакатия чичо пред книжарницата